# 天津鹏程足球俱乐部
天津鹏程足球俱乐部成立于2007年8月29日，是一家位于天津西青的足球俱乐部，最初为天津市西青区李七庄街道程村的村民组建，由天津鹏程物业公司提供赞助，目前十一人制队伍参加天津市足球超级联赛，五人制队伍则参加五甲联赛。
2015年，修建俱乐部训练基地。2016年，与西青区体育局、西青区教育局共同开展校园足球。2016年，被评为天津市青少年训练基地。2017年，成为天津泰达合作青训俱乐部。2018年9月11日，成为全国社会足球品牌青训机构。